# Język tindyjski
Język tindyjski (nazwa własna Ъидараб миц̄и, ros. тиндинский язык) – jeden z niewielkich języków kaukaskich, używany przez Tindów. Należy do języków andyjskich w zespole awaro-didojskim, tworzącym podgrupę wśród języków dagestańskich w grupie północno-wschodniej (nachsko-dagestańskiej) języków kaukaskich.
Jest blisko spokrewniony z językami czamalalskim i bagulalskim.
Według danych z 2010 r. posługuje się nim 2150 osób. W 2007 r. oszacowano, że ma 4–6 tys. użytkowników.
Dane o liczbie osób posługujących się tym językiem znacząco różnią się w zależności od źródeł. Według statystyk z 1926 r. języka tego używało 3812 osób; później Tindowie uznawani byli za odłam Awarów i tak też zapisywani podczas kolejnych spisów powszechnych. Szacunki z roku 1958 mówiły o ok. 5 tys. użytkowników języka, natomiast późniejsze źródła podają rozbieżne dane – od 10 tys. osób w niektórych encyklopediach, przez liczbę 6693 osób (2000 r.), po liczbę 44 osób, ustaloną podczas spisu powszechnego na terenie Federacji Rosyjskiej w 2000 r. Istnieje podejrzenie, że Tindowie stali się ofiarami manipulacji władz Dagestanu, a dane zostały sfałszowane. Porównanie danych statystycznych z różnych lat – przy założeniu ich wiarygodności – pozwala stwierdzić, iż użytkownicy tindyjskiego zostali najprawdopodobniej uznani za użytkowników innego języka kaukaskiego (andyjskiego bądź też awarskiego). Możliwe jest bowiem, iż w ciągu ostatnich lat doszło do pełnej asymilacji Tindów.
Język tindyjski nie wykształcił piśmiennictwa. Jest używany wyłącznie w sytuacjach nieformalnych – w domu, wśród przyjaciół. W charakterze języka literackiego wykorzystywany jest język awarski, jako największy język literacki Dagestanu. W użyciu jest także język rosyjski. Tindyjski jest zdecydowanie zagrożony wymarciem, do czego przyczynia się niewielka liczebność społeczności, a także dominacja awarskiego. Zaobserwowano też, że nie jest szeroko znany dzieciom. 
Studia nad językiem tindyjskim zapoczątkował Adolf Dirr (1867–1930), niemiecki kaukazolog, publikując pod koniec XIX w. niewielką rozprawę, zawierającą m.in. przykłady tekstów tindyjskich.